# Santo Amaro do Maranhão
Santo Amaro do Maranhão es un municipio brasileño del estado del Maranhão. Tiene una población estimada, a mediados de 2020, de 16 034 habitantes.
Santo Amaro do Maranhão es un importante polo turístico, por contar con el acceso más próximo al desierto de dunas de Lençóis Maranhenses, con varios alojamientos turísticos. Además es cruzado por el río Alegre, y cerca se encuentra el Lago de Santo Amaro.